# ヨハン・ベルヌーイ
ヨハン・ベルヌーイ（Johann Bernoulli, 1667年8月6日 - 1748年1月1日）は、スイスの数学者。フランス語読みでジャン・ベルヌリ (Jean Bernoulli) と表記されることもある。ロピタルの定理として知られる微分の平均値の定理の発見者である。

## 概要
父親はバーゼル市の指導者であったフランス系ニコラス・ベルヌーイ（1623年 - 1708年）。レムニスケートに名前の残る数学者ヤコブ・ベルヌーイ（1654年 - 1705年） はニコラスの長男、ヨハン・ベルヌーイは10番目の子である。ベルヌーイ家は17世紀から18世紀にかけて少なくとも8人の数学者を輩出した。ヨハンの子であるニコラスII世、ダニエル、ヨハンII世の3人、また、ヤコブの弟でありヨハンの兄である画家のニコラスの子であるニコラスI世も数学者。
彼は兄とともに、ライプニッツの微積分法の発展に寄与した。彼は他にも、重力場における粒子の運動に関する問題など、応用数学の様々な分野で多くの貢献を成した。さらに、1690年にはカテナリー曲線の方程式を発見し、1691年には指数関数の微積分法を確立した。
ヨハンはバーゼルで数学の教授職にあったヤコブより数学を学んだが、後には衝突が絶えなかった。ヤコブはヨハンが数学とバーゼルから離れるよう仕向けたが、ヨハンはバーゼルの代議士の娘であったドロテアと結婚し、義理の父親の口利きにより1705年にバーゼルでギリシア語の教授職に就き、ヤコブの死後、数学の教授職を得た。ヨハンは懸垂線 (catenary) の問題をホイヘンス、ライプニッツと同時期に独立に解決。バーゼル生まれの数学者オイラーはヨハンの弟子である。
ヨハンの子であるダニエル・ベルヌーイ（1700年 - 1782年）は流体力学の分野でベルヌーイの法則を導き、1738年に『Hydrodynamica』を出版した。ヨハンは1732年に日付を偽り1743年に『Hydraulics』を出版、先取権詐欺を行なおうとした。ダニエルは友人のオイラーへの手紙のなかで「成果を奪われた」と嘆いている。しかし、事態はダニエルに有利に進展、最終的にはヨハンの評判が落ち、オリジナリティのある業績についても疑念の目を向けられることになった。
また、ベルヌーイは流体エネルギーによる永久機関を提唱した。1712年王立協会フェロー選出。

### ロピタルの定理論争
ベルヌーイはギヨーム・ド・ロピタルに数学の個人教師として雇われた。ベルヌーイとロピタルは、ベルヌーイの発見をロピタルが使用する権利に関する契約を締結した。ロピタルは欧州で最初の微分積分学の教科書を出版したが、そこには現在、ロピタルの定理として知られる定理を含むベルヌーイの業績が多く含まれていた。